# Růžový panter znovu zasahuje
Růžový panter znovu zasahuje je britsko-americký film z roku 1976. V pořadí je čtvrtý ze série filmů o Růžovém panterovi. Růžový panter je v názvu i přes to, že se ve filmu neobjevuje diamant Růžový panter. Ve filmu účinkuje například komik Peter Sellers v roli nešiky Clouseaua nebo Herbert Lom jako šílený Charles Dreyfus. Oproti předchozím dílům série je potlačen kriminální motiv a film je bláznivou komedií parodující příběhy Jamese Bonda. Film dostal na Internet Movie Database hodnocení 7,2 z deseti bodů, tržby činily 33 833 201 dolarů. Scénář získal Writers Guild of America Award, píseň Come To Me v podání Toma Jonese byla nominována na Oscara.

## Obsah filmu
Bývalý vrchní inspektor Charles Dreyfus (Herbert Lom) se v psychiatrické léčebně do značné míry zotavil ze své posedlosti zabít nového vrchního inspektora Jacquese Clouseaua (Peter Sellers) a má být propuštěn, když Clouseau, který přijede promluvit v Dreyfusův prospěch, během několika minut Dreyfuse opět přivede k šílenství. Dreyfus později uteče z nemocnice a znovu se pokusí zabít Clouseaua nastražením bomby, zatímco inspektor (podle pravidelné dohody) svádí souboj se svým sluhou Katem (Burt Kwouk). Bomba zničí Clouseauův byt a zraní Kata, ale samotnému Clouseauovi se nic nestane, z místnosti ho vynese nafukovací převlek. Dreyfus se rozhodne, že k odstranění Clouseaua je zapotřebí propracovanější plán, a tak získá na svou stranu armádu zločinců, unese profesora jaderné fyziky Huga Fassbendera (Richard Vernon) a profesorovu dceru Margo (Briony McRoberts) a výměnou za svobodu dcery donutí profesora sestrojit "zbraň soudného dne".
Clouseau se vydává do Velké Británie, aby vyšetřil Fassbenderovo zmizení, kde zdemoluje jejich rodinný dům a neuměle vyslýchá Jarvise (Michael Robbins), Fassbenderova převlečeného komorníka. Přestože je Jarvis později zabit únosci, pro které se stal nebezpečným svědkem, Clouseau objeví stopu, která ho zavede na Oktoberfest v západoněmeckém Mnichově. Mezitím Dreyfus pomocí Fassbenderova vynálezu rozvrátí sídlo OSN v New Yorku a vydírá světové vůdce, včetně prezidenta Spojených států a jeho ministra zahraničí (podle Geralda Forda a Henryho Kissingera), aby Clouseaua zavraždili. Mnoho národů však instruuje své agenty, aby Clouseaua zabili, a získali tak Dreyfusovu přízeň a případně i Stroj zkázy. V důsledku jejich příkazů a Clouseauovy zapomnětlivosti se nakonec všichni ostatní atentátníci pozabíjejí navzájem, až zůstanou jen agenti Egypta a Ruska.
Egyptský atentátník (Omar Sharif) zastřelí jednoho z Dreyfusových zabijáků, protože si ho splete s Clouseauem, ale nechá se svést ruskou agentkou Olgou Bariosovou (Lesley-Anne Down), která udělá stejnou chybu. Když přijede skutečný Clouseau, je Olžinou náklonností zmaten, ale dozví se od ní, kde se Dreyfus nachází na zámku v Bavorsku. Dreyfus je z mylné zprávy o Clouseauově smrti nadšený, ale trpí bolestivou bolestí zubů a posílá pro zubaře; když se Clouseau dozví, že je na zámku potřeba zubař, převlékne se za staršího německého zubaře a konečně se dostane do zámku (jeho předchozí pokusy o proniknutí do zámku byly opakovaně zmařeny jeho všeobecnou neschopností a padacím mostem zámku). Dreyfus ho nepozná a Clouseau nakonec oba omámí. Když "zubař" omylem vytrhne špatný zub, Dreyfus okamžitě zjistí, že jde o převlečeného Clouseaua. Clouseau uteče a pomstychtivý a nyní zcela šílený Dreyfus se chystá použít stroj ke zničení Anglie. Clouseau, který uniká Dreyfusovým nohsledům, nevědomky překazí Dreyfusovy plány, když ho středověký katapult před hradem vystřelí na vrchol stroje soudného dne, který se porouchá a vystřelí na Dreyfuse i na samotný hrad. Zatímco zbývající nohsledi, Fassbender s dcerou a nakonec i sám Clouseau prchají z rozpadajícího se hradu, Dreyfus hraje na hradní varhany píseň "Tiptoe Through the Tulips", zatímco se sám rozpadá, až zmizí on i hrad.
Po návratu do Paříže se Clouseau konečně shledá s Olgou. Jejich schůzka je však přerušena nejprve Clouseauovou zjevnou neschopností svléknout si šaty a poté Katovým posledním překvapivým útokem, který způsobí, že jsou všichni tři vrženi do řeky Seiny, když se ležící postel znovu vzpřímí a prorazí zeď. Hned poté se z vody, která byla zbarvena do růžova, vynoří kreslený obrázek Clouseaua a začne plavat, aniž by tušil, že pod ním čeká gigantická verze postavy Růžového pantera s otevřenou tlamou s ostrými zuby (odkaz na tehdy nedávný film Čelisti, který je ještě zřetelnější díky tematické hudbě). Film končí, když animovaný Clouseau pronásleduje Růžového pantera po Seině, zatímco běží titulky.

## Výroba
Kvůli úspěchu filmu Návrat Růžového pantera byla produkce filmu Růžový panter znovu zasahuje urychlena. Blake Edwards použil jeden ze dvou scénářů, které napsal spolu s Frankem Waldmanem pro zamýšlený televizní seriál Růžový panter, jako základ pro tento film a druhý použil jako výchozí bod pro tento film. Jedná se tak o jediné pokračování Růžového pantera, jehož dějová linie (Dreyfus v blázinci) výslovně navazuje na předchozí film.
Film se natáčel od prosince 1975 do září 1976, přičemž natáčení probíhalo od února do června 1976. Napjaté vztahy mezi Sellersem a Blakem Edwardsem se v době, kdy probíhala produkce filmu Strikes Again, ještě zhoršily. Sellers byl ve špatné psychické i fyzické kondici a Edwards se později vyjádřil k hercovu psychickému stavu během natáčení filmu: "Kdybyste přišli do blázince a popsali prvního chovance, kterého uvidíte, přesně takový se stal Peter. Byl naprosto nesvéprávný."
Původní sestřih filmu trval přibližně 180 minut, ale pro uvedení do kin byl drasticky zkrácen na 103 minut. Edwards původně Strikes Again koncipoval jako epickou, zběsilou honičku, podobně jako Edwardsův dřívější Velký závod, ale USA tuto dlouhou verzi vetovaly a film byl sestříhán na konvenčnější délku. Část vystřižených záběrů byla později použita ve filmu Stopa růžového pantera. Snímek byl uváděn na trh se sloganem Proč jdou hlavní světoví zabijáci po inspektorovi Clouseauovi? Proč ne? Všichni ostatní ano. Stejně jako jeho předchůdce a následné pokračování byl film kasovně úspěšný.
Během titulkové sekvence filmu se objevují odkazy na televizní seriály Alfred Hitchcock uvádí a Batman, také na filmy King Kong, The Sound of Music (v němž hrála manželka Blakea Edwardse, Julie Andrewsová), Dracula A.D. 1972, Singin' in the Rain, Steamboat Bill, Jr. a Sweet Charity, čímž se postava Růžového pantera a animovaná postava inspektora Clouseaua dostávají do rozpoznatelných událostí ze zmíněných filmů. V závěrečných titulcích je také odkaz na Čelisti. Scéna, v níž se Clouseau vydává za zubaře, a použití směšného plynu a vytržení špatného zubu jsou zjevně inspirovány Bobem Hopem ve filmu Bledá tvář (1948).
Na animaci úvodní a závěrečné sekvence podruhé a naposledy dohlížel Richard Williams (později proslavený králíkem Rogerem); původní animátoři DePatie-Freleng Enterprises se vrátí v dalším filmu, ale s rozhodně vilémovskými vlivy.
Sellers nebyl s konečným střihem filmu spokojen a veřejně kritizoval Blakea Edwardse za zneužití svého talentu. Jejich napjatý vztah je zaznamenán v úvodních titulcích dalšího filmu Pomsta Růžového pantera (Revenge of the Pink Panther), kde je uveden jako produkce "Sellers-Edwards".
Francouzský komiksový scenárista René Goscinny, známý z Asterixe, se údajně v době své smrti v roce 1977 snažil Blakea Edwardse zažalovat za plagiátorství, když si všiml velké podobnosti se scénářem nazvaným "Le Maître du Monde" (Pán světa), který v roce 1975 poslal Peteru Sellersovi.

## Obsazení
- Peter Sellers: inspektor Jacques Clouseau
- Herbert Lom: Dreyfus
- Burt Kwouk: Kato Fong
- Lesley-Anne Downová: Olga
- Richard Vernon: profesor Fassbender
- Briony McRobertsová: Margo Fassbenderová
- Leonard Rossiter: šéf Scotland Yardu
- Michael Robbins: Jarvis
- Dick Crockett: prezident USA
- Graham Stark: majitel hotelu
- Omar Sharif: egyptský agent